# الألعاب الأولمبية الصيفية 2020
دورة الألعاب الأولمبية الصيفية 2020 رسميا دورة الألعاب الأولمبية الثانية والثلاثين تعرف اختصارا ب طوكيو 2020. تم الإعلان عن المدينة المستضيفة في 7 سبتمبر 2013 في بوينس آيرس بالأرجنتين، وفازت طوكيو بتنظيم الدورة بعد أن تنافست في ذلك كل منها ومدريد وإسطنبول. هذه هي المرة الثانية التي استضافت فيها طوكيو الاولمبياد الصيفية بعد طوكيو 1964 و بشكل عام هي الرابعة بعد كل من دورات طوكيو 1964، سابورو 1972 وناغانو 1998. ستشارك جزر فارو لأول مرة في تاريخها في هذه النسخة من الألعاب الأولمبية. و قد تم ادراج بعض الرياضات الجديدة فيها بالإضافة إلى زيادة بعض الفعاليات في المسابقات خصوصا المختلطة بين الجنسين.
كان من المقرر ان تقام فعاليات الدورة ما بين 24 تموز إلى 9 آب 2020م، إلا أنه وبسبب جائحة فيروس كورونا قررت اللجنة الأولمبية الدولية في بلاغ لها بتاريخ 24 مارس 2020 بتأجيل أولمبياد طوكيو إلى أجل لن يتجاوز حدود سنة 2021، مستندة في ذلك إلى الظروف الحالية وإلى المعلومات التي قدمتها منظمة الصحة العالمية بخصوص فيروس كورونا، ليوقع الاتفاق بين كل الأطراف المتداخلة على وجوب إعادة جدولة دورة الألعاب الأولمبية الثانية والثلاثين في طوكيو إلى ما بعد عام 2020 ولكن في موعد لا يتجاوز صيف 2021، لحماية صحة الرياضيين وجميع المشاركين في الألعاب الأولمبية والمجتمع الدولي. قرر في نهاية شهر مارس 2020 ان الموعد الجديد للأولمبياد هو ما بين 23 تموز إلى 8 آب 2021، على ان تبقى العلامة التجارية طوكيو 2020 قائمة لا تتغير . هذه هي الدورة الأولمبية الأولى التي يتم تأجيلها بسبب الحالة الطارئة حيث ان في السابق ألغيت بعض الدورات الأولمبية والتي كانت تزامن الحروب العالمية، الا انه وبتاريخ 21 أيار 2020 صرح رئيس اللجنة الدولية على إمكانية ألغاء الدورة في حال لم يتم اقامتها في صيف 2021.

## الإضافات

### الرياضة (5 رياضات جديدة)
- التسلّق
- الكاراتيه
- لوح التزلج
- ركوب الأمواج
- البيسبول

### المسابقات (15 مسابقة جديدة)
- البدل المختلط في ألعاب القوى 4×100م
- البدل المختلط في السباحة 4×100م
- ومنافسات كرة السلة المصغرة 3×3
- ومسابقة للفرق المختلطة في الجودو والدراجات والقوس والنشاب والترياتلون
- مسابقة الزوجي المختلط في كرة الطاولة

### الدول (دولة واحدة جديدة)
- جزر فارو (في السابق يشارك رياضيوها تحت اسم الدنمارك لكن بعد قرار الحكم الذاتي أصبح رياضيوها يشاركون تحت اسم بلدهم)

## اختيار المدينة المضيفة

### المدن المرشحة
كانت طوكيو وإسطنبول ومدريد هي المدن الثلاث المرشحة. لم تتم ترقية المدينتين المتقدمتين باكو (أذربيجان) والدوحة (قطر) إلى وضع المرشح. تم سحب عرض من روما.

### تقديم الطلبات
في 16 مايو 2011م، أعلنت اللجنة الأولمبية الدولية (IOC) الجدول الزمني لاختيار مكان الألعاب الأولمبية الصيفية لعام 2020 وبدأت عملية تقديم طلبات الترشيح لاختيار مكان الألعاب الأولمبية لعام 2020 . تم إغلاق الموعد النهائي لتقديم الطلبات في 1 سبتمبر من نفس العام، وأعلنت اللجنة الأولمبية الدولية في اليومين التاليين أنها تلقت طلبات ترشيح من ست مدن: باكو، الدوحة، إسطنبول، مدريد، روما، وطوكيو. في 23 أيار مايو 2012 أعلن رسميا عن المدن التي سوف تدخل سباق الاستضافة رسميًا وهي إسطنبول، مدريد وطوكيو واستبعاد كل من الدوحة وباكو.

### التصويت
صوتت اللجنة الأولمبية الدولية لاختيار المدينة المضيفة للأولمبياد الصيفية في 7 سبتمبر 2013 في الجلسة 125 للجنة في بوينس أيرس هيلتون في بوينس أيرس الأرجنتينية. استخدم نظام الاقتراع الشامل، حيث يختار المنتخب طرفًا واحدًا وإذا لم يحصل أحد الأطراف على نسبة تفوق الخمسين بالمائة، يعاد التصويت بعد إزالة أقل الخيارات حصولًا على أصوات. لم تفز مدينة بالاقتراع من الجولة الأولى، وحصلت مدريد وإسطنبول على نفس عدد الأصوات في المركز الثاني، حصل تصويت على هاتين المدينتين لتقرير من منهما ستنحى. بعد استبعاد مدريد، وقع التصويت على إسطنبول وطوكيو، وحصلت طوكيو على 60 صوتًا في مقابل 36 لإسطنبول.
| المدن المرشحة  | الجولة 1 (%) | الجولة 2 (%) | الجولة 3 (%) |
| -------------- | ------------ | ------------ | ------------ |
| طوكيو، اليابان | 42           | -            | 60           |
| إسطنبول، تركيا | 26           | 49           | 36           |
| مدريد، إسبانيا | 26           | 45           | -            |

## التنظيم والدعاية

### التعويذة - التميمة
كشف عن تعويذة ميرايتوا وسوميتي في 2019 لتكونان التعويذتان الرسميتين للدورة.

### البث والنقل الإعلامي
مكتب خدمات البث والنقل الأولمبي (خ. ب. أ.) التابع للجنة الدولية الأولمبية هو الذي يؤمن لجميع حاملي حقوق البث نقل الصورة

### الميدالية
أما تصميم الميدالية فإن إحدى واجهاتها ووفقا للعرف الأولمبي يُنقش عليها كل من نيكه آلهة النصر في أولمبيا، أستاد باناثينيك في أثينا بالإضافة إلى أكروبوليس أثينا أما الوجه الآخر فيبرز شعار الدورة مع الحلقات الخمس مُحاط بإكليل الغار أما المنافسة المُراد منح الميدالية خلالها فإنها منقوشة على حوافها.

## الفَعاليات

### الألعاب
قالب:قائمة الألعاب في دورة الألعاب الأولمبية الصيفية 2020

## الجدول الزمني للألعاب
تمت الموافقة على جدول فعاليات الألعاب الأولمبية الصيفية 2020 من قبل المجلس التنفيذي للجنة الأولمبية الدولية في 18 يوليو 2018، باستثناء السباحة والغوص والسباحة الإيقاعية. ثم صدر جدول زمني مفصلاً أكثر عن سابقه في 16 أبريل 2019، مع حذف الجدول الزمني الخاص برياضة الملاكمة.تم إصدار جدول مفصل لمنافسات الملاكمة في أواخر عام 2019.
كان الجدول الأصلي للفعاليات بدأ من من 22 يوليو إلى 9 أغسطس 2020. لكن تم تأجيل الألعاب الأولمبية حتى عام 2021، مما أجبر اللجنة علي إعادة جدولة المنافسات، لتتأجل جميعها بمقدار 364 يومًا (يوم واحد أقل من عام كامل للحفاظ على نفس أيام الأسبوع)، مما يعطي فرصة جديدة الجدول الزمني من 21 يوليو إلى 8 أغسطس 2021.
تستخدم جميع الأوقات والتواريخ توقيت اليابان (UTC+9)
| OC | حفل الافتتاح | ● | الفعاليات | 1 | احداث الميدالية الذهبية | CC | حفل الاختتام |

| يوليو/أغسطس 2021     | يوليو/أغسطس 2021       | يوليو       | يوليو     | يوليو     | يوليو    | يوليو    | يوليو      | يوليو       | يوليو       | يوليو     | يوليو     | يوليو    | أغسطس   | أغسطس     | أغسطس      | أغسطس      | أغسطس    | أغسطس    | أغسطس   | أغسطس   | الفعاليات       |
| يوليو/أغسطس 2021     | يوليو/أغسطس 2021       | 21 الأربعاء | 22 الخميس | 23 الجمعة | 24 السبت | 25 الأحد | 26 الأثنين | 27 الثلاثاء | 28 الأربعاء | 29 الخميس | 30 الجمعة | 31 السبت | 1 الأحد | 2 الأثنين | 3 الثلاثاء | 4 الأربعاء | 5 الخميس | 6 الجمعة | 7 السبت | 8 الأحد | الفعاليات       |
| -------------------- | ---------------------- | ----------- | --------- | --------- | -------- | -------- | ---------- | ----------- | ----------- | --------- | --------- | -------- | ------- | --------- | ---------- | ---------- | -------- | -------- | ------- | ------- | --------------- |
| الحفل                | الحفل                  |             |           | OC ‏       |          |          |            |             |             |           |           |          |         |           |            |            |          |          |         | CC      | —               |
| ألعاب القوى          | ألعاب القوى            |             |           |           |          |          |            |             |             |           | 1         | 3        | 4       | 5         | 6          | 5          | 8        | 8        | 7       | 1       | 48              |
| ألعاب مائية          | السباحة الفنية         |             |           |           |          |          |            |             |             |           |           |          |         | ●         | ●          | 1          |          | ●        | 1       |         | 49              |
| ألعاب مائية          | الغطس ‏                 |             |           |           |          | 1        | 1          | 1           | 1           |           | ●         | ●        | 1       | ●         | 1          | ●          | 1        | ●        | 1       |         | 49              |
| ألعاب مائية          | ماراثون السباحة ‏       |             |           |           |          |          |            |             |             |           |           |          |         |           |            | 1          | 1        |          |         |         | 49              |
| ألعاب مائية          | السباحة                |             |           |           | ●        | 4        | 4          | 4           | 5           | 5         | 4         | 4        | 5       |           |            |            |          |          |         |         | 49              |
| ألعاب مائية          | كرة الماء              |             |           |           | ●        | ●        | ●          | ●           | ●           | ●         | ●         | ●        | ●       | ●         | ●          | ●          | ●        | ●        | 1       | 1       | 49              |
| الإبحار              | الإبحار                |             |           |           |          | ●        | ●          | ●           | ●           | ●         | ●         | 2        | 2       |           | 4          | 2          |          |          |         |         | 10              |
| التايكوندو           | التايكوندو             |             |           |           | 2        | 2        | 2          | 2           |             |           |           |          |         |           |            |            |          |          |         |         | 8               |
| التجديف              | التجديف                |             |           | ●         | ●        | ●        |            |             | 6           | 4         | 4         |          |         |           |            |            |          |          |         |         | 14              |
| التزلج على اللوح     | التزلج على اللوح       |             |           |           |          | 1        | 1          |             |             |           |           |          |         |           |            | 1          | 1        |          |         |         | 4               |
| التسلق ‏              | التسلق ‏                |             |           |           |          |          |            |             |             |           |           |          |         |           | ●          | ●          | 1        | 1        |         |         | 2               |
| الجمباز              | الفني                  |             |           |           | ●        | ●        | 1          | 1           | 1           | 1         |           |          | 4       | 3         | 3          |            |          |          |         |         | 18              |
| الجمباز              | الإيقاعي               |             |           |           |          |          |            |             |             |           |           |          |         |           |            |            |          | ●        | 1       | 1       | 18              |
| الجمباز              | الترامبولين            |             |           |           |          |          |            |             |             |           | 1         | 1        |         |           |            |            |          |          |         |         | 18              |
| الجودو               | الجودو                 |             |           |           | 2        | 2        | 2          | 2           | 2           | 2         | 2         | 1        |         |           |            |            |          |          |         |         | 15              |
| الجولف ‏              | الجولف ‏                |             |           |           |          |          |            |             |             | ●         | ●         | ●        | 1       |           |            | ●          | ●        | ●        | 1       |         | 2               |
| الخماسي الحديث ‏      | الخماسي الحديث ‏        |             |           |           |          |          |            |             |             |           |           |          |         |           |            |            | ●        | 1        | 1       |         | 2               |
| رفع الأثقال          | رفع الأثقال            |             |           |           | 1        | 2        | 1          | 2           | 1           |           |           | 2        | 1       | 2         | 1          | 1          |          |          |         |         | 14              |
| الركمجة ‏             | الركمجة ‏               |             |           |           |          | ●        | ●          | 2           |             |           |           |          |         |           |            |            |          |          |         |         | 2               |
| ركوب الدراجات ‏       | سباق الطرق             |             |           |           | 1        | 1        |            |             | 2           |           |           |          |         |           |            |            |          |          |         |         | 22              |
| ركوب الدراجات ‏       | سباق المضمار           |             |           |           |          |          |            |             |             |           |           |          |         | 1         | 2          | 1          | 2        | 2        | 1       | 3       | 22              |
| ركوب الدراجات ‏       | BMX                    |             |           |           |          |          |            |             |             | ●         | 2         | ●        | 2       |           |            |            |          |          |         |         | 22              |
| ركوب الدراجات ‏       | السباق الجبلي          |             |           |           |          |          | 1          | 1           |             |           |           |          |         |           |            |            |          |          |         |         | 22              |
| ركوب الكنو           | متعرج                  |             |           |           |          | ●        | 1          | 1           | ●           | 1         | 1         |          |         |           |            |            |          |          |         |         | 16              |
| ركوب الكنو           | سريع                   |             |           |           |          |          |            |             |             |           |           |          |         | ●         | 4          | ●          | 4        | ●        | 4       |         | 16              |
| الرماية              | الرماية                |             |           |           | 2        | 2        | 2          | 2           | ●           | 2         | 1         | 2        | ●       | 2         |            |            |          |          |         |         | 15              |
| الريشة الطائرة       | الريشة الطائرة         |             |           |           | ●        | ●        | ●          | ●           | ●           | ●         | 1         | 1        | 1       | 2         |            |            |          |          |         |         | 5               |
| سباعيات الرجبي ‏      | سباعيات الرجبي ‏        |             |           |           |          |          | ●          | ●           | 1           | ●         | ●         | 1        |         |           |            |            |          |          |         |         | 2               |
| السباق الثلاثي ‏      | السباق الثلاثي ‏        |             |           |           |          |          | 1          | 1           |             |           |           | 1        |         |           |            |            |          |          |         |         | 3               |
| الفروسية             | الفروسية               |             |           |           | ●        | ●        |            | 1           | 1           |           | ●         | ●        | ●       | 2         | ●          | 1          |          | ●        | 1       |         | 6               |
| الكاراتيه ‏           | الكاراتيه ‏             |             |           |           |          |          |            |             |             |           |           |          |         |           |            |            | 3        | 3        | 2       |         | 8               |
| كرة السلة            | كرة السلة              |             |           |           |          | ●        | ●          | ●           | ●           | ●         | ●         | ●        | ●       | ●         | ●          | ●          | ●        | ●        | 1       | 1       | 4               |
| كرة السلة            | 3×3 كرة السلة          |             |           |           | ●        | ●        | ●          | ●           | 2           |           |           |          |         |           |            |            |          |          |         |         | 4               |
| كرة الطاولة ‏         | كرة الطاولة ‏           |             |           |           | ●        | ●        | 1          | ●           | ●           | 1         | 1         |          | ●       | ●         | ●          | ●          | 1        | 1        |         |         | 5               |
| الكرة الطائرة        | الكرة الطائرة الشاطئية |             |           |           | ●        | ●        | ●          | ●           | ●           | ●         | ●         | ●        | ●       | ●         | ●          | ●          | ●        | 1        | 1       |         | 4               |
| الكرة الطائرة        | الكرة الطائرة          |             |           |           | ●        | ●        | ●          | ●           | ●           | ●         | ●         | ●        | ●       | ●         | ●          | ●          | ●        | ●        | 1       | 1       | 4               |
| كرة القاعدة/كرة لينة |                        |             |           |           |          |          |            |             |             |           |           |          |         |           |            |            |          |          |         |         |                 |
| كرة القاعدة          |                        |             |           |           |          |          |            | ●           | ●           | ●         | ●         | ●        | ●       | ●         | ●          | ●          |          | 1        |         | 1       |                 |
| الكرة اللينة ‏        | ●                      | ●           |           | ●         | ●        | ●        | 1          |             |             |           |           |          |         |           |            |            |          |          |         | 1       |                 |
| كرة القدم            | كرة القدم              | ●           | ●         |           | ●        | ●        |            | ●           | ●           |           | ●         | ●        |         | ●         | ●          |            | ●        | 1        | 1       |         | 2               |
| كرة المضرب           | كرة المضرب             |             |           |           | ●        | ●        | ●          | ●           | ●           | ●         | 1         | 1        | 3       |           |            |            |          |          |         |         | 5               |
| كرة اليد ‏            | كرة اليد ‏              |             |           |           | ●        | ●        | ●          | ●           | ●           | ●         | ●         | ●        | ●       | ●         | ●          | ●          | ●        | ●        | 1       | 1       | 2               |
| المبارزة             | المبارزة               |             |           |           | 2        | 2        | 2          | 1           | 1           | 1         | 1         | 1        | 1       |           |            |            |          |          |         |         | 12              |
| المصارعة             | المصارعة               |             |           |           |          |          |            |             |             |           |           |          | ●       | 3         | 3          | 3          | 3        | 3        | 3       |         | 18              |
| الملاكمة             | الملاكمة               |             |           |           | ●        | ●        | ●          | ●           | ●           | ●         | ●         | ●        | ●       |           | 2          | 1          | 1        | 1        | 4       | 4       | 13              |
| النبالة              | النبالة                |             |           | ●         | 1        | 1        | 1          | ●           | ●           | ●         | 1         | 1        |         |           |            |            |          |          |         |         | 5               |
| هوكي الحقل           | هوكي الحقل             |             |           |           | ●        | ●        | ●          | ●           | ●           | ●         | ●         | ●        | ●       | ●         | ●          | ●          | 1        | 1        |         |         | 2               |
| الميداليات اليومية   | الميداليات اليومية     |             |           |           | 11       | 18       | 21         | 22          | 23          | 17        | 21        | 21       | 25      | 20        | 26         | 17         | 27       | 23       | 34      | 13      | 339             |
| الميداليات المتراكمة | الميداليات المتراكمة   |             |           |           | 11       | 29       | 50         | 72          | 95          | 112       | 133       | 154      | 179     | 199       | 225        | 242        | 269      | 292      | 326     | 339     | 339             |
| يوليو/أغسطس 2021     | يوليو/أغسطس 2021       | 21 الأربعاء | 22 الخميس | 23 الجمعة | 24 السبت | 25 الأحد | 26 الأثنين | 27 الثلاثاء | 28 الأربعاء | 29 الخميس | 30 الجمعة | 31 السبت | 1 الأحد | 2 الأثنين | 3 الثلاثاء | 4 الأربعاء | 5 الخميس | 6 الجمعة | 7 السبت | 8 الأحد | مجموع الفعاليات |
| يوليو/أغسطس 2021     | يوليو/أغسطس 2021       | يوليو       | يوليو     | يوليو     | يوليو    | يوليو    | يوليو      | يوليو       | يوليو       | يوليو     | يوليو     | يوليو    | أغسطس   | أغسطس     | أغسطس      | أغسطس      | أغسطس    | أغسطس    | أغسطس   | أغسطس   | مجموع الفعاليات |

## الوفود المشاركة
| اللجان الأولمبية الوطنية المشاركة |
| --- |
| - أفغانستان (5) - ألبانيا (9) - الجزائر (41) - ساموا الأمريكية (6) - أندورا (2) - أنغولا (20) - أنتيغوا وباربودا (6) - الأرجنتين (189) - أرمينيا (17) - أروبا (3) - أستراليا (477) - النمسا (75) - أذربيجان (44) - جزر البهاما (16) - البحرين (32) - بنغلاديش (6) - باربادوس (8) - بيلاروس (101) - بلجيكا (121) - بليز (3) - بنين (7) - برمودا (2) - بوتان (4) - بوليفيا (5) - البوسنة والهرسك (7) - بوتسوانا (13) - البرازيل (302) - جزر العذراء البريطانية (3) - بروناي (2) - بلغاريا (42) - بوركينا فاسو (7) - بوروندي (6) - كمبوديا (3) - الكاميرون (12) - كندا (381) - الرأس الأخضر (6) - جزر كايمان (5) - جمهورية إفريقيا الوسطى (2) - تشاد (3) - تشيلي (58) - الصين (406) - تايبيه الصينية (68) - كولومبيا (70) - جزر القمر (3) - جزر كوك (6) - كوستاريكا (14) - كرواتيا (59) - كوبا (70) - قبرص (15) - جمهورية التشيك (115) - جمهورية الكونغو الديمقراطية (7) - الدنمارك (108) - جيبوتي (4) - دومينيكا (2) - جمهورية الدومينيكان (63) - تيمور الشرقية (3) - الإكوادور (48) - مصر (132) - السلفادور (5) - غينيا الاستوائية (3) - إرتريا (13) - إستونيا (33) - إسواتيني (4) - إثيوبيا (38) - ولايات ميكرونيسيا المتحدة (3) - فيجي (30) - فنلندا (45) - فرنسا (385) - الغابون (5) - غامبيا (4) - جورجيا (35) - ألمانيا (425) - غانا (14) - بريطانيا العظمى (376) - اليونان (83) - غرينادا (6) - غوام (5) - غواتيمالا (24) - غينيا (5) - غينيا بيساو (4) - غيانا (7) - هايتي (6) - هندوراس (27) - هونغ كونغ (46) - المجر (166) - آيسلندا (4) - الهند (126) - إندونيسيا (28) - إيران (65) - العراق (4) - جزيرة أيرلندا (116) - إسرائيل (90) - إيطاليا (381) - ساحل العاج (28) - جامايكا (50) - اليابان (556) (host) - الأردن (14) - كازاخستان (93) - كينيا (85) - كيريباتي (3) - كوسوفو (11) - الكويت (11) - قيرغيزستان (17) - لاوس (4) - لاتفيا (33) - لبنان (6) - ليسوتو (2) - ليبيريا (3) - ليبيا (4) - ليختنشتاين (5) - ليتوانيا (42) - لوكسمبورغ (12) - مدغشقر (6) - مالاوي (5) - ماليزيا (30) - المالديف (4) - مالي (4) - مالطا (6) - جزر مارشال (2) - موريتانيا (2) - موريشيوس (8) - المكسيك (164) - مولدوفا (20) - موناكو (6) - منغوليا (43) - الجبل الأسود (33) - المغرب (48) - موزمبيق (10) - مينمار (2) - ناميبيا (11) - ناورو (2) - نيبال (5) - هولندا (278) - نيوزيلندا (213) - نيكاراغوا (8) - النيجر (7) - نيجيريا (58) - مقدونيا (8) - النرويج (85) - سلطنة عمان (5) - باكستان (10) - بالاو (3) - فلسطين (5) - بنما (10) - بابوا غينيا الجديدة (8) - باراغواي (8) - بيرو (35) - الفلبين (19) - بولندا (210) - البرتغال (92) - بورتوريكو (37) - قطر (16) - فريق الرياضيين الأولمبيين اللاجئين في الألعاب الأولمبية (29) - جمهورية الكونغو (3) - تايوان (335)‍ - رومانيا (101) - رواندا (6) - سانت كيتس ونيفيس (2) - سانت لوسيا (5) - سانت فينسنت والغرينادين (3) - ساموا (8) - سان مارينو (5) - ساو تومي وبرينسيب (3) - السعودية (29) - السنغال (9) - صربيا (87) - سيشل (5) - سيراليون (4) - سنغافورة (23) - سلوفاكيا (41) - سلوفينيا (53) - جزر سليمان (3) - الصومال (2) - جنوب إفريقيا (177) - كوريا الجنوبية (237) - جنوب السودان (2) - إسبانيا (321) - سريلانكا (9) - السودان (5) - سورينام (3) - السويد (134) - سويسرا (107) - سوريا (6) - طاجيكستان (11) - تنزانيا (3) - تايلاند (41) - توغو (4) - تونغا (6) - ترينيداد وتوباغو (23) - تونس (63) - تركيا (108) - تركمانستان (9) - توفالو (2) - أوغندا (25) - أوكرانيا (155) - الإمارات العربية المتحدة (5) - الولايات المتحدة (613) - الأوروغواي (11) - أوزبكستان (64) - فانواتو (3) - فنزويلا (44) - فيتنام (18) - جزر العذراء (4) - اليمن (5) - زامبيا (26) - زيمبابوي (5) |

## جدول الميداليات
*   البلد المضيف (أمة المدينة المضيفة)
| المرتبة | الفريق                                                                   | ذهبية | فضية | برونزية | المجموع |
| ------- | ------------------------------------------------------------------------ | ----- | ---- | ------- | ------- |
| 1       | الولايات المتحدة                                                         | 39    | 41   | 33      | 113     |
| 2       | الصين                                                                    | 38    | 32   | 18      | 88      |
| 3       | اليابان*                                                                 | 27    | 14   | 17      | 58      |
| 4       | بريطانيا العظمى                                                          | 22    | 21   | 22      | 65      |
| 5       | خطأ لوا في وحدة:Country_alias على السطر 165: Invalid country alias: OCR. | 20    | 28   | 23      | 71      |
| 6       | أستراليا                                                                 | 17    | 7    | 22      | 46      |
| 7       | هولندا                                                                   | 10    | 12   | 14      | 36      |
| 8       | فرنسا                                                                    | 10    | 12   | 11      | 33      |
| 9       | ألمانيا                                                                  | 10    | 11   | 16      | 37      |
| 10      | إيطاليا                                                                  | 10    | 10   | 20      | 40      |
| 11–94   | جدول ميداليات الألعاب الأولمبية الصيفية 2020                             | 137   | 150  | 206     | 493     |
| المجموع | المجموع                                                                  | 340   | 338  | 402     | 1080    |

## مقالات ذات صلة
- الألعاب البارالمبية الصيفية 2020
- دورة الألعاب الأولمبية
- الألعاب الأولمبية القديمة
- اللجنة الأولمبية الدولية
- قسم أولمبي

## روابط خارجية
- الألعاب الأولمبية الصيفية 2020 على موقع IMDb (الإنجليزية)
- (en) الموقع الرسمي لألعاب طوكيو
- (en) الموقع الرسمي لللجنة الأولمبية الدولية